# Бургонс
Бургонс (фр. Bourgonce) је насељено место у Француској у региону Лорена, у департману Вогези.
По подацима из 2011. године у општини је живело 876 становника, а густина насељености је износила 52,9 становника/km².

## Демографија
| 1962. | 1968. | 1975. | 1982. | 1990. | 2011. |
| ----- | ----- | ----- | ----- | ----- | ----- |
| 359   | 330   | 534   | 740   | 753   | 876   |